# Tab Ramos
Tabaré Ramos Ricciardi, mais conhecido por Tab Ramos (Montevidéu, 21 de setembro de 1966) é um ex-futebolista uruguaio naturalizado americano. Atualmente, treina o Houston Dynamo.
Ramos viveu até por volta de seus dez anos em seu país natal, quando emigrou com a família para os Estados Unidos.

## Carreira em clubes
Em clubes, iniciou a carreira em 1988, no New Jersey Eagles, que disputava a American Soccer League, uma das precursoras da Major League Soccer. Em 1989, atuou em 3 jogos pelo Miami Sharks. Na época, o futebol nos Estados Unidos ainda não era profissional e boa parte dos jogadores ainda era vinculada à US Soccer (Federação de Futebol do país) apenas para jogar pela seleção nacional que disputaria a Copa de 1990. Após o torneio, a Federação procurou clubes para os atletas defenderem, e o meio-campista assinou com o Figueres, da Segunda Divisão espanhola, que o contratou em definitivo em 1991. Por La Unió, Ramos atuou em 72 jogos e fez 4 gols.
Na Espanha, vestiu também a camisa do Real Betis, porém jogou apenas 32 vezes e foi emprestado ao Tigres do México em 1995. Com a criação da MLS, Ramos ingressou no MetroStars (atual New York Red Bulls) em abril de 1996, disputando 121 partidas e fazendo 9 gols. Em maio de 2002, aos 35 anos, o meio-campista anunciou sua aposentadoria, sendo o último remanescente do MetroStars que jogou a primeira temporada da MLS a fazê-lo.
Durante uma década, integrou a comissão equipe técnica da seleção dos EUA, onde treinou a equipe Sub-20 em 2 passagens, além de ter sido auxiliar-técnico na seleção principal, trabalhando com Jürgen Klinsmann, Bruce Arena, o interino Dave Sarachan e Gregg Berhalter. Em outubro de 2019. Ramos foi anunciado como novo técnico do Houston Dynamo, em sua primeira experiência como treinador principal de uma equipe.

## Carreira na seleção
Pela Seleção dos Estados Unidos, Ramos disputou as Copas de 1990, 1994 e 1998, a Copa Rei Fahd de 1992, duas edições da Copa América, outras 2 edições da Copa Ouro da CONCACAF e os Jogos Olímpicos de 1988. Pelos Yankees, jogou 81 partidas e marcou 8 gols. Sua despedida foi na vitória por 4 a 0 sobre Barbados, em novembro de 2000.
No Brasil, ficou famoso após ter levado uma violenta cotovelada do lateral brasileiro Leonardo. Ramos caiu no gramado, em dor intensa pela fratura no maxilar ocasionada pelo golpe; o árbitro francês Joël Quiniou expulsou Leonardo, que, suspenso por 4 jogos, não jogou o restante da Copa, vencida pelo Brasil.